# Estación Trelew

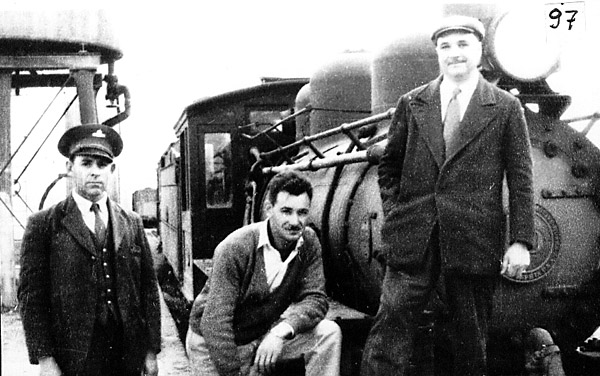
Una locomotora Baldwin en la estación Trelew.

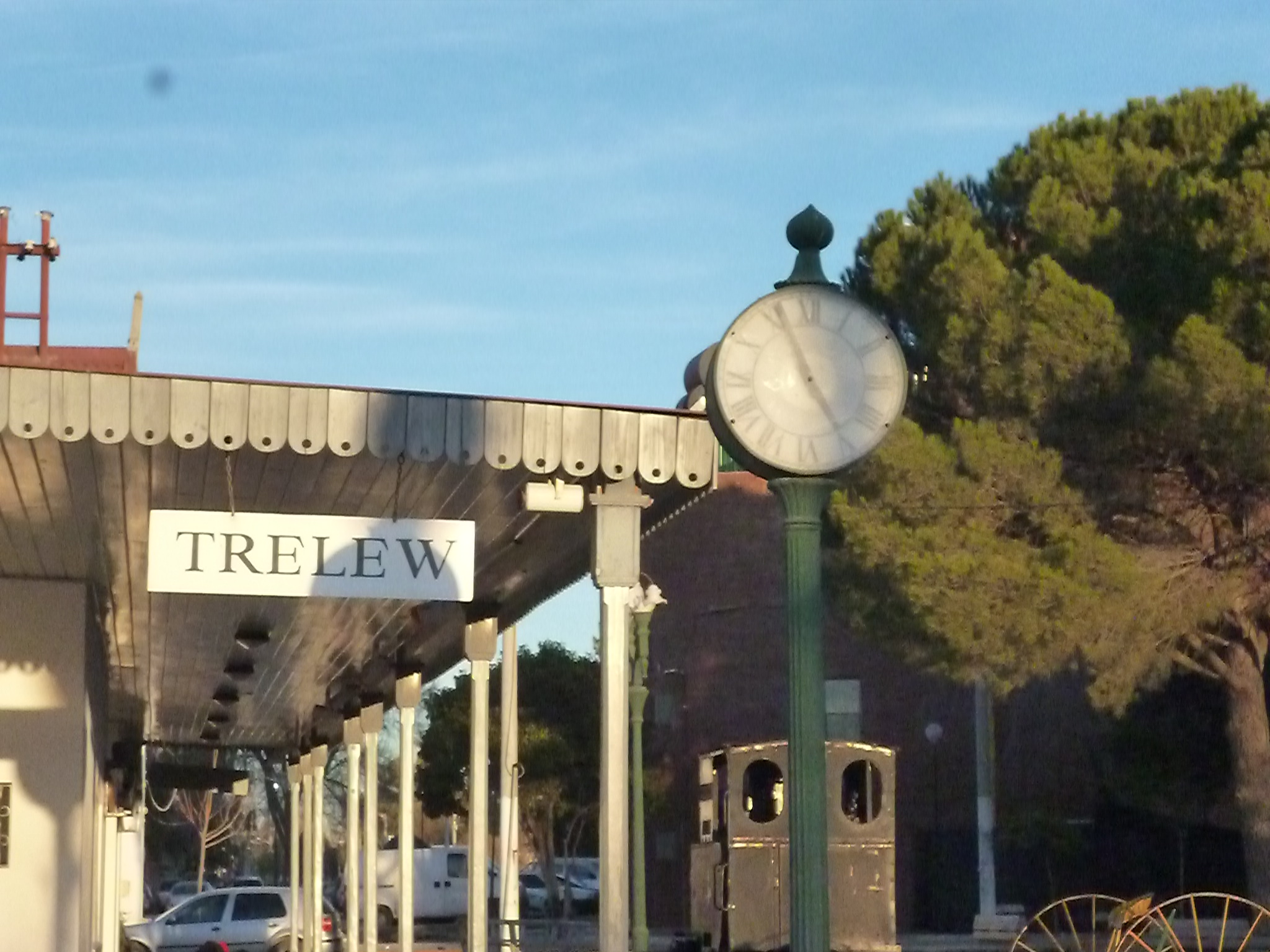
Antiguo reloj en estación Trelew.

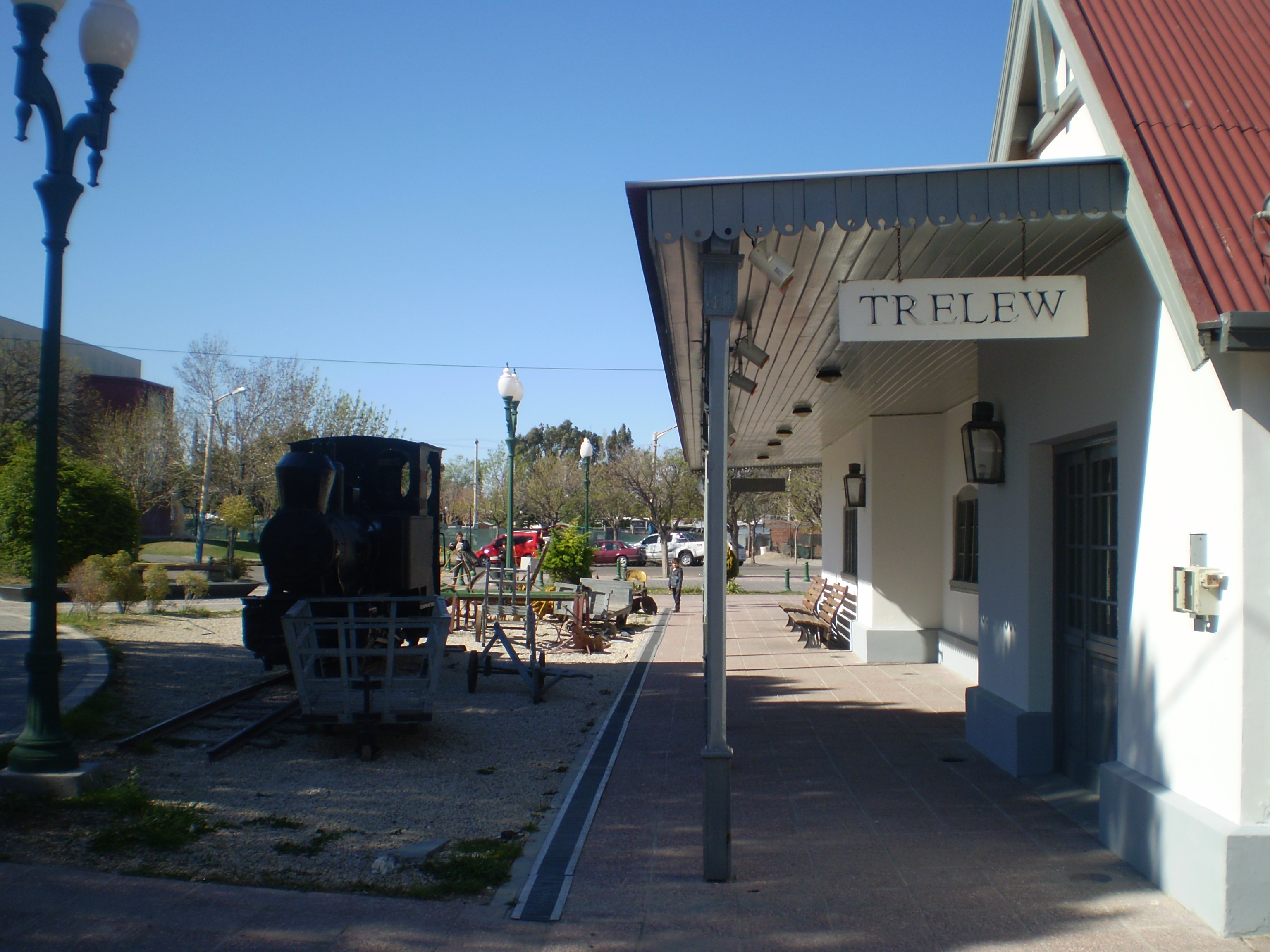
Imagen actual de la estación y su andén.

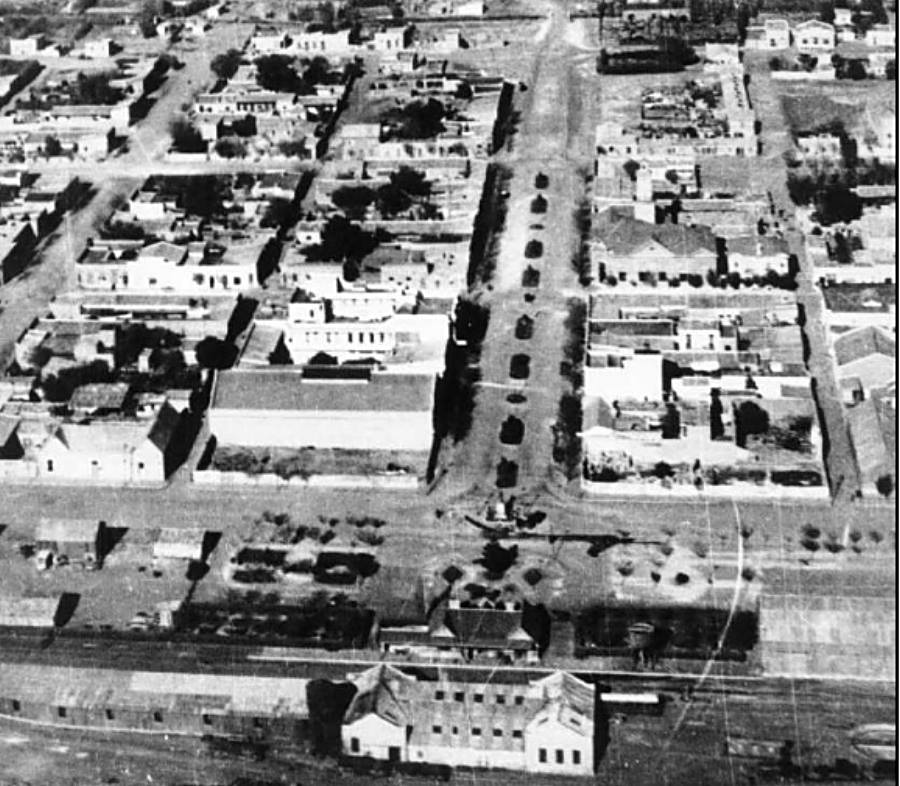
La estación Trelew con todas sus instalaciones hacia 1930. La imagen la mostró muy rodeada por la urbanización.

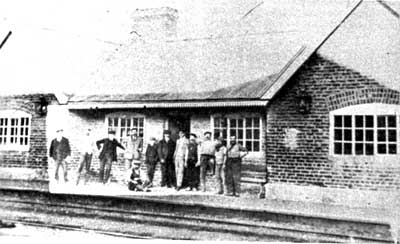
Empleados en la estación hacia 1915.

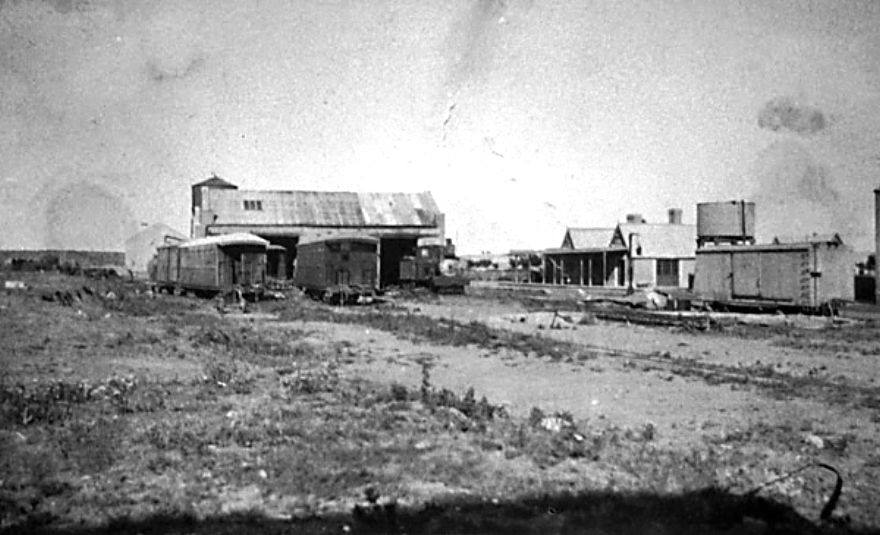
La estación y los galpones hacia la década de 1950.

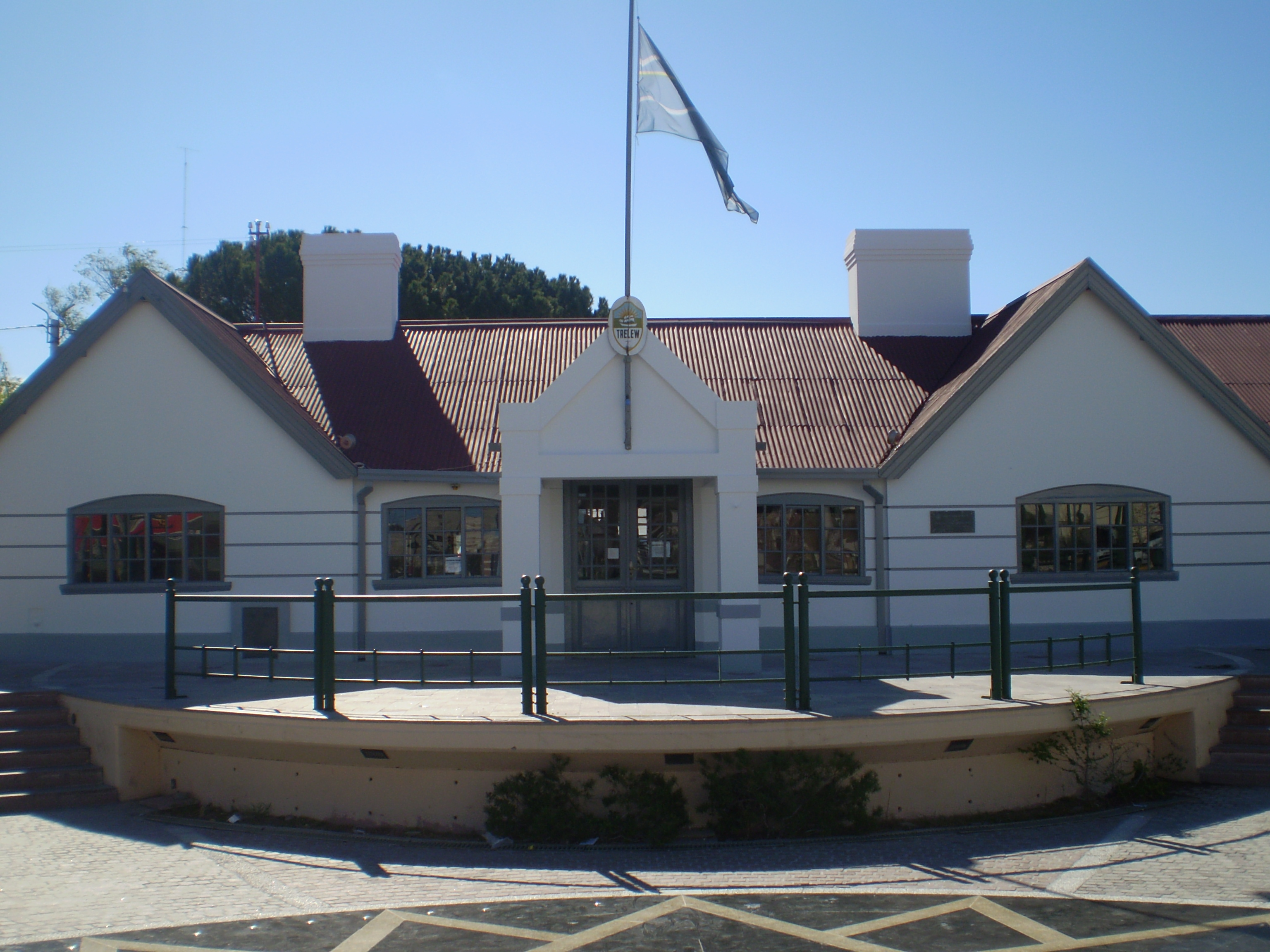
El edificio de la antigua estación central en Trelew.

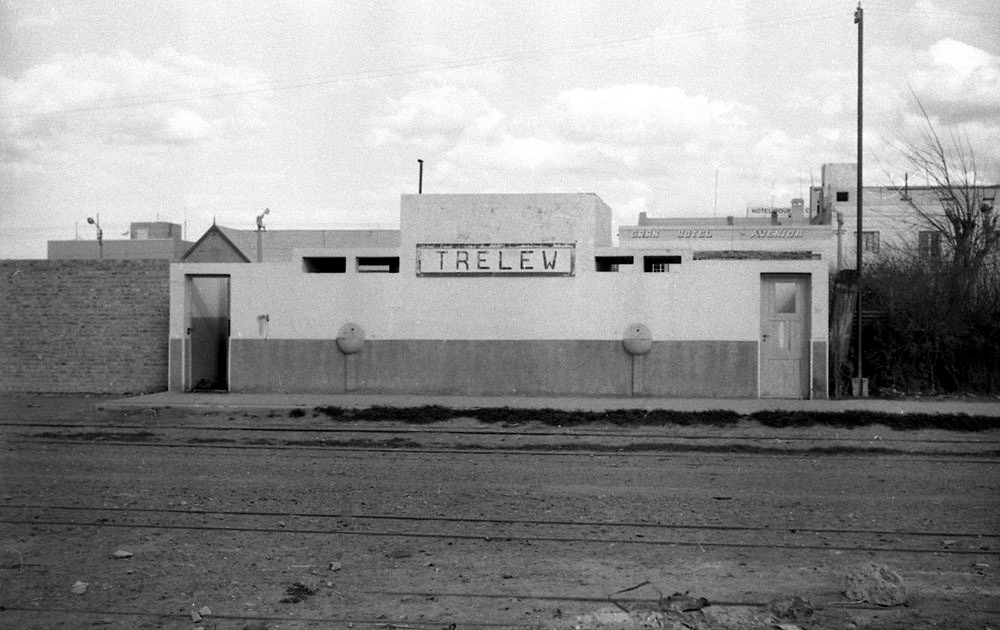
La estación en los años sesenta tras el cierre del ramal. Con un nomenclador bastante llamativo

Trelew es una ex estación ferroviaria del Ferrocarril Central del Chubut que unía la costa norte de la Provincia del Chubut con la localidad de Las Plumas en el interior de dicha provincia. La estación se encuentra dentro de la ciudad del mismo nombre. Actualmente, dentro de esta se ubica el Museo Regional Pueblo de Luis.
Esta línea de ferrocarril funcionó desde el 11 de noviembre de 1888 (siendo el primer ferrocarril de la Patagonia Argentina), hasta el año 1961 en que fue clausurada.
Si bien Trelew no fue punta de rieles o estación matriz; fue la estación más importante del ferrocarril. Esto se demuestra en el hecho de la jefatura estaba en Trelew y comandaba desde Trelew a Altos de Las Plumas y todo el ramal a Playa Unión. De este modo, la importancia radicó en que Trelew fue centro del circuito productivo y comercial nacido de la línea que arribaba a Alto de las Plumas. Gracias a esto, este núcleo comercial y productivo se conectaba de distintas maneras con el resto del territorio de Chubut y el conjunto del sur argentino. Sin embargo, desde inicios de la década del 1920 esa dinámica comenzó a agotarse.

## Toponimia
Inicialmente recibió el nombre de Cañadón Iván, cambiándole el nombre al poco tiempo por Trelew, que en idioma galés significa Pueblo Luis o Pueblo de Luis, nombre que se dio en honor de uno de los primeros pobladores de la zona, Lewis Jones. Originalmente, el poblado nuevo en Cañadón Iván debía denominarse como Llanfair hasta que se notó que el valor del sonido de la letra ll es muy diferente en el español rioplatense y el galés.

## Historia
Un plan de 1884 indica una línea férrea entre Puerto Madryn (denominado por el gobierno argentino como Puerto Roca) y Cañadón Iván separados por unos 59 kilómetros. La vía debía ser de carril simple con desnivel máximo de 1,67% y trocha de un metro. Las obras comenzaron en 1886 con la llegada del velero Vesta. Bajo la dirección de Azhabel P. Bell, Edward Jones Williams fue el ingeniero de las obras iniciadas en el actual Trelew.En un principio la estación fue provisoria de pequeñas dimensiones y con un andén sin techar. En los sucesivos años recibió ampliaciones
La estación fue construida en el año 1887 cuando se terminó el tendido de las vías entre Puerto Madryn y esta localidad. Esta estación fue elegida para ser punta de rieles, y fue donde se establecieron y construyeron galpones de depósito para materiales y víveres, casillas para viviendas y oficinas, ubicadas en hileras para atender a los obreros.En los primeros tiempos Trelew tenía el control de la preparación de las formaciones, ya que el tren solía ir a Madryn cuando se les avisaba por teléfono que estaba entrando un barco.
Debido a la condición de punta de rieles y su carácter de centro de transporte, comercio y comunicación permitieron al pueblo un rápido crecimiento y un dinámico ritmo de vida, provocando que sea la ciudad más poblada de la red.
Con la extensión de la línea a Rawson entre 1922 y 1923, se creó un desvío de la vía principal a Puerto Madryn en la esquina sudoeste de la laguna Chiquichano, a unos 200 metros al este de la estación.
Esta estación era receptora de la producción de caolín que era explotado en unas minas ubicadas en las cercanías de otras estaciones. El caolín era intensamente explotado y embarcado en las estaciones Boca de la Zanja, Campamento Villegas y Las Chapas. El mismo se extraía de minas ubicadas en las proximidades de las estaciones. Este tráfico llegó a oscilar 25.000 toneladas. El ferrocarril estaba encargado de transportar este mineral con destino a embarques marítimo o por camión desde Trelew.
Tras el cierre del ramal en 1961, tres años más tarde ocurrió un incendio misterioso que destruyó galpones, quince vagones y otros materiales.

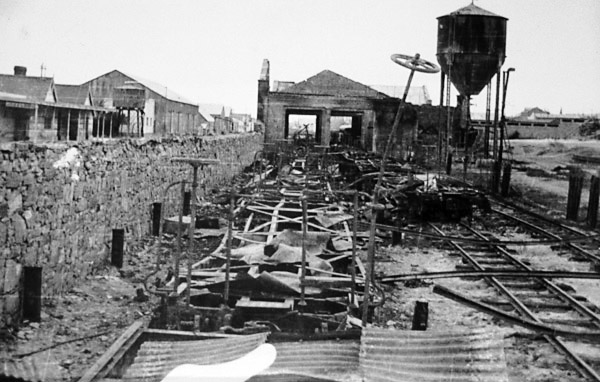
Las instalaciones y material rodante de Trelew desbastadas por el incendio intencional que condenó a todo el ferrocarril

Pese al cierre Trelew se volvió la última esperanza de reapertura al guardar gran parte del material rodante en su galpón. Sin embargo. en 1964 gran parte de sus instalaciones fueron devastadas por un incendio que fue catalogado como intencional y que sepultó todo intento de reapertura del ferrocarril. De este modo, el punto más importante del ferrocarril vio sepultado con el incidente al ferrocarril en forma definitiva. 
En el libro Los Ferroviarios que Perdimos el Tren la situación fue bien descripta y es calificada como el fin definitivo del ferrocarril::

Pese a todo siempre quedaba la esperanza que el material rodante que se encontraba guardado en los galpones algún día podríamos verlo en movimiento. Así llegamos hasta aquella tarde negra, tan negra como el humo que partía de Fontana y Jonesen donde se encontraba el "galpón de abrigo" como lo llamábamos. 
Allí ardía todo ¡los casi 100 metros de largo que tenían las instalaciones eran presas de las llamas ¡no se quemaba un sector o un vagón, allí ardía todo a la vez, veinte coches de pasajeros y algunos furgones! ¡allí se quemaban las últimas esperanzas de ver en marcha el trencito! (....) Solo quedaron sepultados rieles y durmientes y al poco tiempo fueron vendidos.
Víctor Ibáñez

En los años siguientes a la clausura, la estación se usó como terminal de ómnibus.

## Funcionamiento
Un análisis de itinerarios de horarios de este ferrocarril a lo largo del tiempo demuestra como fue variando sus líneas, horarios y cabeceras. En un primer momento Madryn era solo punta de rieles, y en otros determinados años la cabecera del ferrocarril alternada con Trelew. Esto se explica en que el verdadero papel de derivador de las líneas y recorridos fue cedido a Trelew por ser clave en el ramal a Rawson, al tramo restante del valle del Chubut y a la otra punta de rieles de Las Plumas. 
En 1915 un primer informe de horarios mostró la existencia de 3 tipos de líneas de Trelew a Madryn y de Trelew a Dolavon  y de Madryn a Dolavon. La primera línea que abordaba el viaje de Madryn a Trelew corría martes y sábados desde las 7:00 horas con arribo a las 9:40 horas. Por otro lado, la segunda línea de Trelew a Dolavon funcionaba lunes, miércoles y viernes; partiendo a las 7:30 y con arribo a las 8:30. También, partía de tarde desde las 15:30 con llegada a Dolavon a las 17:00 horas. La distancia de 15 kilómetros con Gaiman era cubierta en 20 minutos. Por último, la línea de Madryn a Dolavon realizaba el viaje completo del ferrocarril los miércoles. Partía desde la estación matriz desde las 7:00 y arribaba a la punta de riel Dolavon a las 17:00 horas.
Un segundo informe del año 1928 mostró al ferrocarril dividió en dos líneas. Desde Madryn partía la línea «Central del Chubut» con destino a Dolavon, previo paso por las intermedias. El viaje salía desde Madryn a las 8 con arribo a este destino a las 10:30, con una leve mejora de tiempo. En tanto, el tren tardaba en unir esta estación con el apeadero Desvío km 35 1:05 minutos y con Gaiman 1:00 hora. Este viaje contenía una sub línea a Gaiman que partía a las 7:30 y arribaba a destino a las 11:30.
La segunda era llamada «A Colonia 16 de Octubre». Aunque el tren no arribaba a dicha colonia, lo hacía en combinación con buses. Esta línea recorría el resto del tendido hasta Alto de Las Plumas. Sin embargo, el punto de salida era Rawson y no Madryn. El viaje iniciaba a las 9:25 y culminaba a las 18:57. Otros viajes contenidos en esta línea era Trelew-Rawson de 40 minutos y Rawson a Dolavon que partía a las 18:00 y culminaba a las 20:07.
Un tercer informe de 1930 expuso unificadas las dos líneas anteriores y puso a Madryn como cabecera. El viaje partía de estación Puerto Madryn a las 7:30 y arribaba a Las Plumas a las 19:35. Se vio también como Rawson perdió el protagonismo frente a Trelew, que se mostró eje de otras líneas. La primera de Trelew a Gaiman iniciaba a las 13 horas y llegaba a destino a las 13:35. En tanto, la línea de Trelew a Dolavon salía a las 18:55 con arribo a las 20:17. La que unía Trelew con Rawson se mantuvo sin modificación. Por último, Madryn continuó con el viaje a Gaiman sin alteraciones como en 1928 y sumó una línea a Dolavon que hacía el mismo viaje a Gaiman, pero con punta de riel en Dolavon y con culminación a las 12:05.
El cuarto informe de 1934 se mostró como uno de los más completos y el primero en mencionar a diferentes desvíos que rodeaban Trelew. En el se describió a Trelew como eje de todas las líneas del ferrocarril. La primera línea de Madryn - Trelew partía desde las 8:30 todos los días, menos los miércoles y domingos en tren mixto con arribo a las 10:50. Los domingos se ejecutaba un servicio desde 20:00 con arribo a Trelew 22:20. Por otra parte, desde Puerto Madryn el viaje principal de la línea partía a las 8:30 los miércoles con arribo a Alto de las Plumas 20:15. En todos los viajes el trayecto a Trelew le infería a los trenes 1:44 minutos. En tanto, la distancia para unirse con Gaiman era de 35 minutos y con km 50 se requerían 46minutos.
El quinto informe de 1936 constató la mejoría en los tiempos de los viajes a vapor y la novedad de los coches motor. El viaje a Las Plumas iniciaba a las 8:45 y culminaba 19:30. La línea a Dolavon optimizó su tiempo iniciando a las 8:45 y culminando a las 12:50. Este informe arrojó que se suspendió la línea de Madryn a Gaiman. Se sumó una línea de Madryn con salida a las 8:45 y arribaba a Trelew 11:05. El viaje de Trelew a Rawson se acortó y pasó a 30 minutos. En tanto, los ferrobuses cubrieron la línea de Trelew a Dolavon en 1 hora. Por último, el apeadero vecino km 50 no fue tenido en cuenta en este informe.
El sexto informe del 1 de abril de 1938 expuso leves variaciones. El viaje principal partía los miércoles desde Madryn a Las Plumas a las 8:00 horas para arribar a las 19:30 horas. El tren alcanzaba Trelew a las 10:20, luego podía hacer combinaciones hacia el ramal a Rawson. Respecto del ramal a Rawson solo fuero mencionadas las estaciones de Trelew y Rawson. En cuanto a la diagramación fue realizando con 3 frecuencias de las 4 en ferrobuses que 30 minutos; la restante en tren mixto demoraba 5 minutos más. La línea Madryn -Trelew volvió a presentarse, partía desde las 8:00 jueves y sábado en tren mixto con arribo a las 10:50.
Por otro lado, la línea Madryn-Dolavon fue ejecutada de 8 a 12:50 con trenes mixtos. Sin embargo, Trelew terminó reemplazando a Madryn como eje en los demás días. De este modo, el viaje Trelew - Dolavon se ejecutó en trenes mixtos los días martes de 11:25 a 12:50 y jueves de 17:40 a 19:00 en trenes mixtos. En tanto, los días lunes, martes, viernes y sábados el servicio se ejecutaba en ferrobuses de 17:40 a 18:40 con una mejoría de tiempos.
El itinerario de Ferrocarriles del Estado del 15 de diciembre de 1940. El ferrocarril mostró que Trelew el único punto del ferrocarril que era paso de todas las líneas existentes: en primer lugar el viaje principal partía los miércoles desde Madryn a Las Plumas a las 7:45 horas, paso por Trelew 10:05 y para arribo a las 19:30 horas a Las Plumas; mientras que el regreso se emprendía desde Las Plumas los jueves las 7:00, con paso por Trelew 14:10 y llegada a Madryn a las 17:30. Por otro lado, la línea Puerto Madryn-Dolavon se realizó los lunes y sábados desde las 7:45, visitado 10:05 la estación y arribo a 12:40 a Dolavon. En tanto, se retornaba desde Dolavon a las 13:00, con visita Trelew a las 14:10 y llegada a Madryn a las 17:30 en el mismo día. La última línea de la vía principal descripta fue la que ejecutaba el tramo Madryn - Trelew; la misma partía los jueves desde las 7:45 y arribo a Trelew a las 10:05. Además, se ofrecía un servicio los domingo desde las 19:00' y finalización las 21:00. Por último, fue presentado en su totalidad el ramal Trelew - Playa Unión. Los ferrobuses partían los miércoles de Trelew a las 9:10 con arribo 9:40 a Rawson. Además, los ferrobuses hacían el tramo completo hasta Playa Unión martes, jueves, viernes y sábados saliendo desde Trelew a las 9:10 y finalizando en Playa Unión. El mismo viaje tenía una variación partiendo los miércoles 10:30 para finalizar a las 11:20. El último aspecto del ramal a Playa Unión es que era conectado por trenes mixtos diariamente los domingos desde las 16:30 con arribo a las 17:25; también los domingos estos trenes partían desde las 9:10 para llegar 10:05 y contaban con una salida intermedia desde las 14:30 para llegar 15:10. También, estos trenes ejecutaban salidas los lunes 9:10 con arribo al balneario a las 10:10. Por último, la importancia de Trelew impuso que la estación sea eje de una línea a Dolavon. La misma partía en coche motor lunes, martes, jueves y viernes desde las 18:50 y arribaba a Dolavon 19:50. Por otra parte, el servicio se complementaba con trenes mixtos los domingos desde las 21:10 con llegada a Dolavon a a las 10:10 y el sábado 18:50 y arribaba a Dolavon 20:10.
El informe de 1942 no brindó grandes variaciones con el de 1936. Solo que el servicio partía desde Madryn a Las Plumas a las 8:00 horas para arribar a las 19:30 horas.
El itinerario de 1946 fue uno de los más completos que abordó al ferrocarril. En este informe se comunicó la continuidad de existencia de la línea a Colonia 16 de octubre y la del Central del Chubut. El viaje partía siempre en trenes mixtos de cargas y pasajeros. El tren salía de Madryn a las 7:30, luego el viaje culminaba en Altos de Las Plumas a las 19:30. El tiempo de 12 horas de viaje se debió a que el mismo se hacía a vapor. Los servicios de trenes mixtos arribaban a Trelew a las 9:45, estando separada de km 50 por 33 minutos y de Gaiman por 1:03 minutos. Llamativamente, no se hizo mención al apeadero km 81 que estaba próximo a esta estación. Este viaje solo se hacía los miércoles. Por otra parte, el servicio al valle del Chubut partía de Madryn 7:30 los días lunes y sábado. Además, la línea podía terminar optativamente en Dolavon a 11:40 o en Boca de Zanja a las 12:30. Por último, también se brindaba una línea de Madryn a Trelew jueves con salida a las 7:30 y llegada a las 9:45. Los domingo se partía a las 19:20 y arribaba a las 21:20.  Por último, el viaje al balneario siguió con buen uso; de la línea 5 de las 7 frecuencias fueron ejecutadas por ferrobuses y otras 2 restantes por trenes mixtos a vapor sin días específicos. Todas las líneas que pasaban por este punto.
El mismo itinerario con fecha el 15 de diciembre de 1946 fue presentado por otra editorial y en el se hizo mención menos detallada de los servicios de pasajeros de este ferrocarril. El itinerario difirió principalmente en lo relacionado con varios puntos como estaciones y apeaderos que fueron colocados con otros nombres. No obstante, la diferencia más notable fue la ausencia del vecino desvío km 50 y otros más que estaban en iguales condiciones: km 11, km 22, km 132 y km 141.Por último, desde este informe de horarios no se volvió a referir a Boca de la Zanja como terminal optativa de la línea Central del Chubut. De este modo, Dolavon terminó siendo la única terminal de la línea.
El 10 de diciembre de 1948 fue presentado otro itinerario. El mismo mantuvo condiciones similares que su antecesor. Sin embargo, trajo la novedad que se describió el viaje de cargas por primera vez. Este viaje tenía paradas en todos los puntos hasta la punta de riel y la particularidad que iniciaba en Trelew los martes desde las 9 en forma condicional para finalizar en Altos de Las Plumas a las 17:15; mientras que el  regreso se producía los viernes desde las 8:25 con arribo a Trelew a las 15:55. En cuanto al viaje completo, iniciaba en Madryn a los jueves  desde las 7:40, pasando por Trelew a las 10:00 y finalizaba en Altos de las Plumas a las 18:20. El regreso se producía los viernes desde las 9:20, paso por Trelew a las 16:25 y arribo a Madryn a las 19:20. La línea Madryn - Trelew se ejecutó con trenes mixtos los lunes y viernes de 7:40 a 10;00 y los domingos de 18:10 a 19:58. Por otra parte, la línea Madryn - Dolavon se llevó a cabo con trenes mixtos los miércoles y sábados desde las 7:40, visitando Trelew a las 10 y culminando a las 12 en Dolavon; mientras que el regreso se producía en los mismos días desde las 12:55 con arribo a Madryn a las 18:30. Por otro lado, la línea Trelew - Dolavon se realizó con trenes mixtos de lunes a sábados desde las 19:20 con arribo a Dolavon a las 20:20 y el domingo de 20:40 a 21:50. En tanto, el viaje de vuelta se desarrollaba todos los días desde las 7:15 con arribo a Trelew a las 8:20. La última línea descripta fue la que surcó el ramal a Playa Unión. La misma presentaba una división interna: Siendo Rawson punta de riel el coche motor partía los días hábiles desde Trelew a las 6:25 finalizaba en Rawson 6:55 y todos los días partía de Trelew a las 18:35 para alcanzar 19:05 la capital. Asimismo, el regreso se producía los días hábiles desde las 7:15 con arribo a Trelew a las 7:45 y todos los días menos los domingos desde 19:40 con finalización en Trelew a las 20:10. La última sección de la línea tenía como destino Playa Unión; siendo un viaje ejecutado en coches motor  todos los días desde las 10:40 con arribo al balneario a las 11:25. El regreso se producía desde las 13:00 con arribo a Trelew a las 13:45. En tanto, trenes mixtos ejecutaban el viaje todos los días saliendo desde Trelew a las  8:35 y 13:50 para alcanzar el balneario a las 9:25 y las 14:40. El viaje de regreso todos los días desde las 13:00 y las 18:05 y los domingos desde las 18:55 y las 9:35. Por último, el documento presentó por primera vez el desvío km 81; mientras que por otro lado km 35, Boca de la Zanja, Trelew y Puerto Madryn fueron signados como puntos de carga de agua.
Para el último informe de horarios de noviembre de 1955 se volvió a ver disociada a la estación Madryn del resto de las líneas. De este modo, Trelew figuró como la nueva estación matriz eje de los servicios de pasajeros. El viaje principal corrían los miércoles desde las 10:30 de Trelew en trenes mixtos hacia Las Plumas con arribo a las 17:43. En tanto, se siguió ampliando la línea de Trelew a Rawson en verano, culminando en Playa Unión con uso exclusivo de ferrobuses. El viaje partía de Trelew a las 14:20 con arribo a las 15:15. Por último, la línea de Trelew a Dolavon salía solo en trenes mixtos todos los días, menos domingos; a las 17:45 y culminaba a las 19:00 horas.

## Instalaciones y características

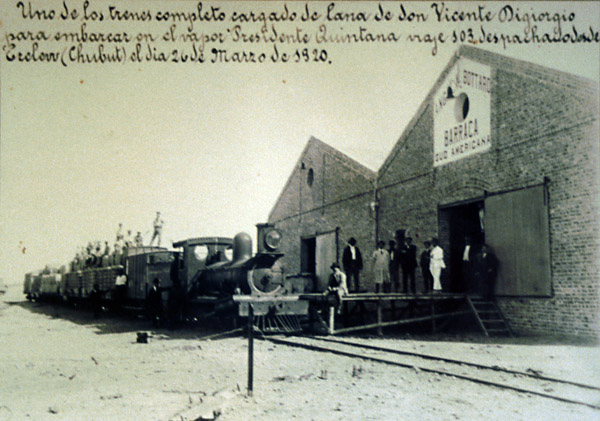
Un tren cargado de lana para Don Vicente Digiorgio en Trelew, el 26 de marzo de 1920. La locomotora es la N°. 6.

Esta estación se encontraba en el kilómetro 69.4 de la vía férrea, y aproximadamente a 11 metros sobre el nivel del mar. Está emplazada en la posición geográfica 43°14′59″S 65°18′25″O / -43.24972, -65.30694.  Por otro lado, este punto era de los más importante del ferrocarril; dado que el posteo telefónico que acompañaba a los rieles tenía aquí un conmutador que derivaba las comunicaciones hacia el resto de los puntos del ferrocarril. Por último, la jefatura del ferrocarril descansaba en Madryn y desde esta estacón se comendaba hasta Altos de Las Plumas. Sin embargo, se exceptuaba al ramal a Playa Unión que quedó bajo la órbita de Trelew; quedando el ferrocarril con dos jefaturas exteriorizadas.
La mayor parte de los antiguos terrenos del ferrocarril fueron usados para el establecimiento de la Plaza Centenario, la terminal de Ómnibus, la sede de la Universidad Nacional de la Patagonia San Juan Bosco y el Museo Paleontológico Egidio Feruglio, entre otras edificaciones.
Existen tres fuentes que proporcionaron cual era la infraestructura de la vía auxiliar de este desvío. La primera es el itinerario de 1934 que arrojó: 
- Estanque (tanque) de 20 m3 .
- Galpón de 600 m2 .
- Accidente ferroviario en Trelew.Desvíos de 1200m2 .

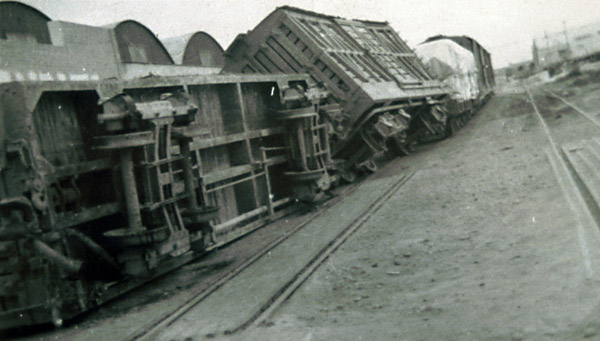
Accidente ferroviario en Trelew.

- Puente giratorio de 11 m de diámetro.
- Rampa de costado.
- Galpones particulares de cereales 4300m2.
- 4 máquinas en servicio.
- 20 coches en servicio.
- Triángulo de inversión.
- Báscula de 20 vagones.
- Máquina de reserva.
- Coche de inspección.
- Apartadero 600 de metros de longitud.
- Agua a 6 metros de profundidad.[29]

En cambió, el itinerario de 1940 afirmó que la estación contaba con:
- Toma de agua.

- Estanque con capacidad para 25 m³.
- Apartadero de 265 m de largo.
- Puente giratorio de 11 m de diámetro.
- Triángulo ferroviario.
- Galpón con capacidad para hasta 4 locomotoras  (1 máquina en servicio, 1 vehículo para inspecciones. )
- Galpón con capacidad para hasta 20 coches.
- Tanques petrolero de 57 m³ (Segundo de todo el ferrocarril ).
- Báscula para 15  vagones.
- 2 Grúas.
- Desvíos 4570m.
- 1 Rampa de costado.
- Galpón de usos múltiples de 600 m².
- Galpón para frutas de 7745 m² y otro de 100 m² de uso particular.

Por último, una recopilación de datos del itinerario de 1945 e informes de la época de clausura detalló que Dolavon era una estación de 1ª categoría. Dicha clasificación posibilitaba brindar todos los servicios del ferrocarril: pasajeros, encomiendas, cargas y hacienda (P. E. C. H). Además, se informó: 
- Toma de agua.

- Estanque con capacidad para 25 m³.
- Apartadero de 265 m de largo.
- Desvío particular para Dirección General de Aviación Naval. 'Habilitado únicamente para el recibo y despacho de cargas por vagón completo.
- Puente giratorio de 11 m de diámetro.
- Triángulo ferroviario.
- Galpón con capacidad para hasta 4 locomotoras.
- Galpón con capacidad para hasta 20 coches.
- 2 máquinas en servicio.
- Vehículo para inspecciones.
- Varios tanques petroleros (el mayor de 250 m³).
- Taller de reparación de locomotoras, coches y vagones.
- Báscula para vagones.
- Grúa.
- Desvíos 4570m.
- Rampa de costado.
- Galpón de usos múltiples de 600 m².
- Galpón para frutas de 7750 m² y otro de 100 m² de uso particular.[27]

También, existía un barrio ferroviario. Hacia 1975 algunos galpones de carga aún eran explotados.
Posiblemente, la diferencia entre ambos documentos se deba a una mejor medición, ampliación o un error en la recopilación de datos.

### El edificio de la estación

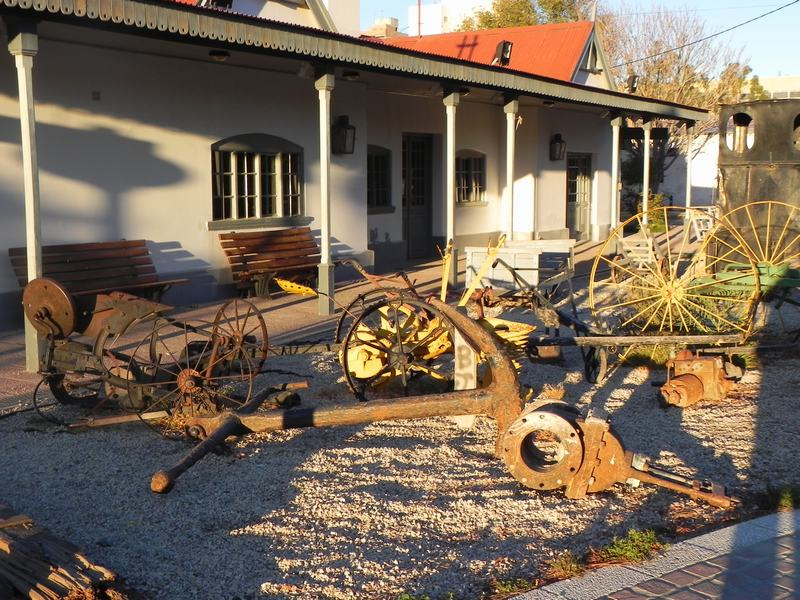
Maquinaría histórica en el andén del a exestación.

El edificio está construido con el diseño y los materiales característicos a la arquitectura ferrocarrilera inglesa: estructura de madera con cubiertas de chapa de color en cuyos remates se destacan como ornamentación los típicos gabletes triangulares. Es el segundo edificio más antiguo en pie hoy en la ciudad de Trelew, ya que el más antiguo es la Capilla Tabernacl, edificio construido sobre terrenos cedidos por el ferrocarril y construido por los obreros del mismo y finalizada en el primer semestre de 1889.
El edificio de la estación fue declarado Monumento Histórico Nacional en el año 1969 mediante el decreto N° 5239 por la Comisión Nacional de Museos, Monumentos y Lugares Históricos. A su vez, el día 18 de diciembre de 1984 reabrió sus puertas como Museo Municipal de Trelew, denominado Museo Regional "Pueblo de Luis", nombre que se le dio en oportunidad de celebrar el centenario de la ciudad de Trelew en el año 1986 y en homenaje a Lewis Jones.
La locomotora actualmente exhibida es una 0-4-0T Orenstein y Koppel de 1936 usada en las obras del Dique Florentino Ameghino.

### Barrio ferroviario
El barrio ferroviario se ubicaba sobre la Avenida Fontana (la principal de la ciudad) entre las calles San Martín y Julio Argentino Roca, a unos 300 metros de la estación.
En 1888, inaugurado el ferrocarril, la empresa construyó viviendas para el personal con piedra extraída de una cantera cercana. Constituían un conjunto de catorce viviendas, diez de una planta, y dos de dos plantas en cada extremo. En una esquina estaba la casa del Jefe de la Estación y en otra funcionaba la escuela de señales. En años posteriores se construyeron otras casas de ladrillo. Dos de ellas estaban al lado del Salón San David. La mayoría de estas fueron demolidas entre las décadas de 1940 y 1950, bajo el argumento de que su «mal aspecto» (estaban sin cercar) impedían ver el «valor estético y patrimonial» del área. Los empleados que las habitaban eran inmigrantes (principalmente galeses e italianos) humildes que vivían junto a sus familias.
Un nuevo barrio de quince viviendas para el personal ferroviario y sus familias fue construido entre 1951 y 1952 y fue nombrado Eva Perón. Tras el cierre del servicio, se había anunciado que las viviendas iban a ser adjudicadas a sus ocupantes. Pero debido a que se encontraba en el centro de la ciudad, las pretensiones de «progreso» y «modernización» de la ciudad cobraron fuerza durante el gobierno militar y las quince familias fueron desalojadas en 1977. Al año siguiente las viviendas fueron demolidas y en los terrenos fueron construidos edificios de oficinas y departamentos como el Edificio Fénix y la biblioteca de la ciudad.

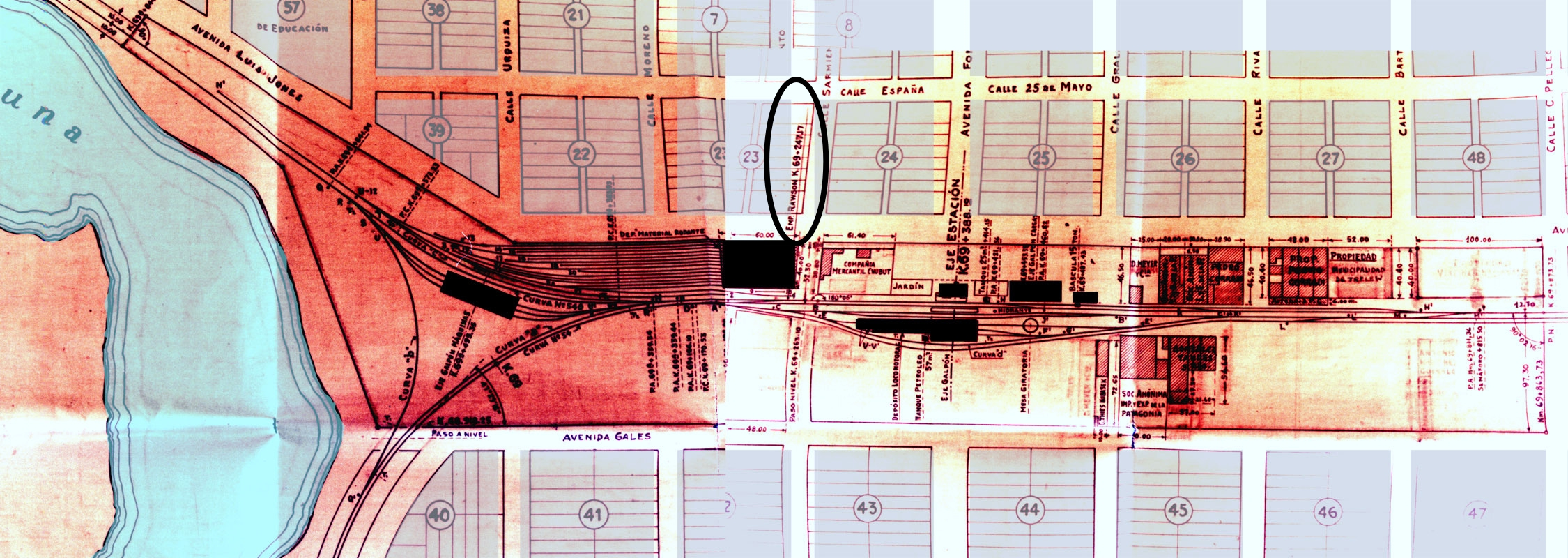
El equipamiento de la estación Trelew con el empalme a Rawson o Playa Unión hacia la izquierda a 100 mentros del a misma.

## Galería
|                                                          |
| Locomotora exhibida como solar histórico en la estación. |

|                                        |
| La estación y sus alrededores en 2012. |

|                                                   |
| Elementos ferroviarios para descarga conservados. |

|                                                                  |
| Cartel recordatorio del Ferrocarril Central del Chubut en Trelew |

|                                          |
| La estación antes de sus modificaciones. |

| |
| Últimos durmientes dentro del ejido urbano en su emplazamiento original, pero sin vías y cimentados |